# Charles Carroll
Charles Carroll (Annapolis, 19 september 1737 - Baltimore, 14 november 1832), bekend als Charles Carroll of Carrollton of Charles Carroll III om hem te onderscheiden van zijn gelijknamige familieleden, was een rijke eigenaar van een plantage in Maryland en een vroege pleitbezorger van onafhankelijkheid van de Koninkrijk van Groot-Brittannië en een van de ondertekenaars van de Amerikaanse Onafhankelijkheidsverklaring. Hij was tevens de enige katholieke ondertekenaar van de Onafhankelijkheidsverklaring. Hij is een van de Founding Fathers van de Verenigde Staten. Carroll diende later als de eerste senator van de Verenigde Staten voor Maryland. Carroll was de rijkste en bezat de hoogste formele opleiding van alle ondertekenaars van de Onafhankelijkheidsverklaring. Vanaf 4 juli 1826, toen Thomas Jefferson en John Adams stierven, was hij de laatstlevende van de founding fathers.
- Bibliothèque nationale de France: cb16535442q (data)
- Gemeinsame Normdatei: 124133207
- International Standard Name Identifier: 0000 0000 8152 7963
- Library of Congress Control Number: n50033119
- Nationale bibliotheek van Australië: 61539695
- Nationale Bibliotheek van Israël: 987007259565505171
- Nederlandse Thesaurus van Auteursnamen: 135356342
- SNAC: w6z141jz
- Système universitaire de documentation: 145495450
- Biographical Directory of the United States Congress: C000185
- Virtual International Authority File: 72318871
- WorldCat: E39PBJvRWbxxKjG7WFjKqGjjYP